# Parafia Miłosierdzia Bożego w Malborku
Parafia Miłosierdzia Bożego w Malborku - rzymskokatolicka parafia położona w diecezji elbląskiej, w dekanacie Malbork I. Erygowana dekretem biskupa elbląskiego Andrzeja Śliwińskiego 11 czerwca 1993 roku.
Na obszarze parafii leżą ulice Malborka: Asnyka, Batorego, Broniewskiego, Dygata, Gałczyńskiego, Głowackiego, Góralska, Jagiełły, Kochanowskiego, Koszalińska, Korczaka, Kostki, Mazowiecka, Mieszka I, 500-lecia, Pola, Polna, Poprzeczna, Raczkiewicza, Rodziewiczówny, Rzemieślnicza, Na Skarpie, Słupecka, pl. Staffa, Struga, Sobieskiego, al. Sprzymierzonych, Szeroka, Tuwima, Teligi, Wejhera, Włościańska, Zaciszna, Zagórna, Zygmunta Starego.

## Proboszczowie parafii Miłosierdzia Bożego w Malborku
| imię i nazwisko      | daty urzędowania |
| -------------------- | ---------------- |
| ks. Ignacy Najmowicz | 1993–2004        |
| ks. Wiesław Szabla   | od 2004          |